# 苏联红军烈士墓碑 (方正县)
苏联红军烈士墓碑位于中国黑龙江省方正县县城东门外方庄公路北侧，是为纪念八月风暴行动对日本作战解放方正县时牺牲的苏联红军烈士而建。该墓碑原于1945年8月建于方正镇中央大街北侧，1986年10月18日因道路扩建而迁至现址。2005年9月23日经方正县人民政府公布为方正县文物保护单位。该墓碑上标有苏联红军远东第二方面军第15集团军第361步兵师的5名烈士。